# Isabelle Morin
Isabelle Morin (1984) è una politica canadese.
Rappresenta la circoscrizione quebecchese di Notre-Dame-de-Grâce—Lachine.
È stata eletta alla camera dei comuni nell'elezione federale del 2011 per il Nuovo Partito Democratico (francese Nouveau Parti Démocratique, inglese New Democratic Party).
Prima dell'elezione, Isabelle Morin era insegnante di francese e arti drammatiche nella scuola secondaria Cavelier-De LaSalle.
Fa parte del comitato permanente per i trasporti, le infrastrutture e le comunità.